# FK Tsjiatoera
FK Tsjiatoera is een Georgische voetbalclub uit Tsjiatoera. De club speelde tot 2008 onder de naam Magaroeli Tsjiatoera. In 2018 degradeerde de club uit de Liga 3 vanwege de reorganisatie van de Georgische voetbalcompetitie naar 10 clubs per liga voor de hoogste drie liga's.

## Erelijst
| Nationaal                       |    |            |
| Landskampioen Georgië           | 1x | 1975       |
| Winnaar Georgische voetbalbeker | 2x | 1978, 1979 |
| Kampioen Erovnuli Liga 2        | 2x | 1997, 2008 |

## Eindklasseringen (grafiek) vanaf 1990
| 11 |

| ? |

| 3 |

| 2 |

| 18 |

| 6 |

| 3 |

| 1 |

| 15 |

| 13 |

| 11 |

| ? |

| ? |

| ? |

| ? |

| 16 |

| 14 |

| 6 |

| 1 |

| 6 |

| 11 |

| 16 |

| 5 |

| 6 |

| 6 |

| 5 |

| 12 |

| 6 |

| 7 |

| 12 |

| ? |

| 1 |

| 13 |

| Erovnuli Liga | Erovnuli Liga 2 | Liga 3 (Georgië) | Liga 4 |